# NGC 3326
NGC 3326 је спирална галаксија у сазвежђу Секстант која се налази на NGC листи објеката дубоког неба.
Деклинација објекта је + 5° 6' 26" а ректасцензија 10h 39m 31,8s. Привидна величина (магнитуда) објекта NGC 3326 износи 13,5 а фотографска магнитуда 14,4. NGC 3326 је још познат и под ознакама UGC 5799, MCG 1-27-25, MK 1260, ARAK 251, CGCG 37-104, PGC 31701.